# Бобёр, Иван Антонович
Ива́н Анто́нович Бобёр (род. 7 января 2006, Самара) — российский футболист, полузащитник клуба «Крылья Советов». Сын Антона Бобра.

## Клубная карьера
Родился в Самаре.
Воспитанник академии «Крыльев Советов». Летом 2020 года перешёл в академию «Чертаново».
22 февраля 2023 года подписал контракт с основной командой «Крыльев Советов». 
26 июля 2023 года в матче Кубка России против «Балтики» дебютировал в профессиональном футболе. 
19 мая 2024 года в матче  против «Пари НН-2» дебютировал во Второй лиге (дивизион «Б») за «Крылья Советов-2». 
16 января 2025 года продлил контракт с клубом до 2027 года.
12 мая 2025 года в матче против «Пари Нижнего Новгорода» дебютировал в РПЛ.

## Карьера в сборной
В период с 2021 года по 2023 год выступал за юношеские сборные России, суммарно проведя за них 14 матчей и забив 7 голов.
В ноябре 2024 года был вызван в сборную России (до 19 лет). 15 ноября 2024 года в матче против сборной Парагвая (до 20 лет) дебютировал в её составе.

## Статистика выступлений
| Выступление        | Выступление       | Выступление      | Лига | Лига | Кубки | Кубки | Итого | Итого |
| Клуб               | Лига              | Сезон            | Игры | Голы | Игры  | Голы  | Игры  | Голы  |
| ------------------ | ----------------- | ---------------- | ---- | ---- | ----- | ----- | ----- | ----- |
| Крылья Советов     | РПЛ               | 2023/24          | 0    | 0    | 3     | 0     | 3     | 0     |
| Крылья Советов     | РПЛ               | 2024/25          | 1    | 0    | 1     | 0     | 2     | 0     |
| Крылья Советов     | РПЛ               | 2025/26          | 1    | 0    | 0     | 0     | 1     | 0     |
| Крылья Советов     | Итого             | Итого            | 2    | 0    | 4     | 0     | 6     | 0     |
| → Крылья Советов-2 | Вторая лига («Б») | 2024             | 16   | 3    | —     | —     | 16    | 3     |
| → Крылья Советов-2 | Вторая лига («Б») | 2025             | 9    | 4    | —     | —     | 9     | 4     |
| → Крылья Советов-2 | Итого             | Итого            | 25   | 7    | —     | —     | 25    | 7     |
| Всего за карьеру   | Всего за карьеру  | Всего за карьеру | 27   | 7    | 4     | 0     | 31    | 7     |